# 姬森璐娜
姬森璐娜（日语：／）是日本的虛擬YouTuber。隸屬於Hololive Production的Hololive四期生的成員之一。

## 人物

### 設定
擔任姬森璐娜的角色造型設計及人物設定的插畫家是神崎廣。Live2D前後由Date與Jujube製作，3D模型的製作者則是八劍。
設定上是菓子之國的公主，因此使用「🍬」作為代表Emoji；粉絲也以守護公主的騎士為形象，稱為月騎士（ルーナイト）。

### 內容
一般以實況遊戲為主，雜談、多人合作節目也很常見。會彈鋼琴，持有鋼琴檢定6級資格，電子琴演奏練習是她的特色配信。平時說話的聲音音調較高、柔和且略帶鼻音，聲線與櫻巫女有點類似，因此兩人有著「holo嬰兒」的稱號，雙方也以此主題開過幾次合作。
跟大空昴、癒月巧可及獅白牡丹關係良好，結成名為「スバちょこるなたん」的組合，有許多一起玩遊戲與雜談配信。與前輩蘿蔔子及亞綺·羅森塔爾亦有合作，三人合稱「あんぽんたん姉妹」。

## 年表

### 2019年
- 12月25日，hololive宣布四期生的出道，分別為桐生可可、天音彼方、常闇永遠、角卷棉芽、姬森璐娜五人。於當日公開twitter和YouTube頻道[1]。

### 2020年
- 1月1日，在twitter上開始活動，發表第一條推文。
- 1月4日，在Youtube上進行首次直播。是四期生中最後一位出道的成員。
- 3月28日，在YouTube頻道上的訂閱數突破10萬。
- 7月19日，3D化模型發表[5]。
- 12月22日，於「hololive 2nd Fes. "Beyond the Stage"」[6]的演唱會活動上出演。

### 2021年
- 1月1日，正月新衣裝發表。
- 5月29日，連身短裙新衣裝發表[7]。

### 2022年
- 3月19日，作為hololive的一員參加「Hololive 3rd Fes. "Link Your Wish"」[8]之第一天的演唱會活動。
- 7月23日，禮服風格的新衣裝發表。

### 2024年
- 4月2日，在YouTube頻道上的訂閱數突破100萬。

## 演唱會、活動
- Hololive 2nd Fes. "Beyond the Stage"[6]
- Cinderella switch ～ふたりでみるホロライブ～
- Hololive 3rd Fes. "Link Your Wish"[8]

## 音樂作品

### 發行作品
|      | 發布日期       | 樂曲名稱                     | 數位媒體規格產品編號 | 實體發行規格產品編號 | 備註 |
| ---- | -------------- | ---------------------------- | -------------------- | -------------------- | ---- |
| 單曲 |                |                              |                      |                      |      |
| 1    | 2022年1月30日  | 絶対忠誠♡なのなのら！        | CVRD-124             |                      |      |
| 2    | 2022年10月11日 | ぐるぐる＠まわる＠まわルーナ | CVRD-223             |                      |      |
| 3    | 2023年10月11日 | まんなかちてん               | CVRD-338             |                      |      |
| 4    | 2024年10月11日 | 守護ってルーナイト           | CVRD-484             |                      |      |

### 參加作品
| 日期          | 樂曲標題                  | 演唱者                | 規格品番 |
| ------------- | ------------------------- | --------------------- | -------- |
| 2021年6月25日 | キセキ結び                | hololive 4期生        | CVRD-049 |
| 2022年8月19日 | 飛んでK！ホロライブサマー | hololive IDOL PROJECT | CVRD-199 |
| 2022年8月26日 | Sparklers                 | hololive IDOL PROJECT | CVRD-202 |

## 商業合作

### 電視廣告
- 日清食品[9]

### 商業搭配
- FamilyMart[10]
- 山葉音樂日本（日语：ヤマハミュージックジャパン）[11]

## 外部連結
- hololive官方網站的介紹頁面 （页面存档备份，存于）
- YouTube上的姬森璐娜頻道
- 姬森璐娜的X（前Twitter）